# تارزو
تارزو (بالإيطالية: Tarzo)‏ هي بلدية في مقاطعة تريفيزو بمنطقة فنيتة، شمال إيطاليا. تقع على بعد 60 كيلومترًا (37 ميلًا) شمال مدينة البندقية، و35 كيلومترًا (22 ميلًا) شمال تريفيزو.